# Goody Goody Jones

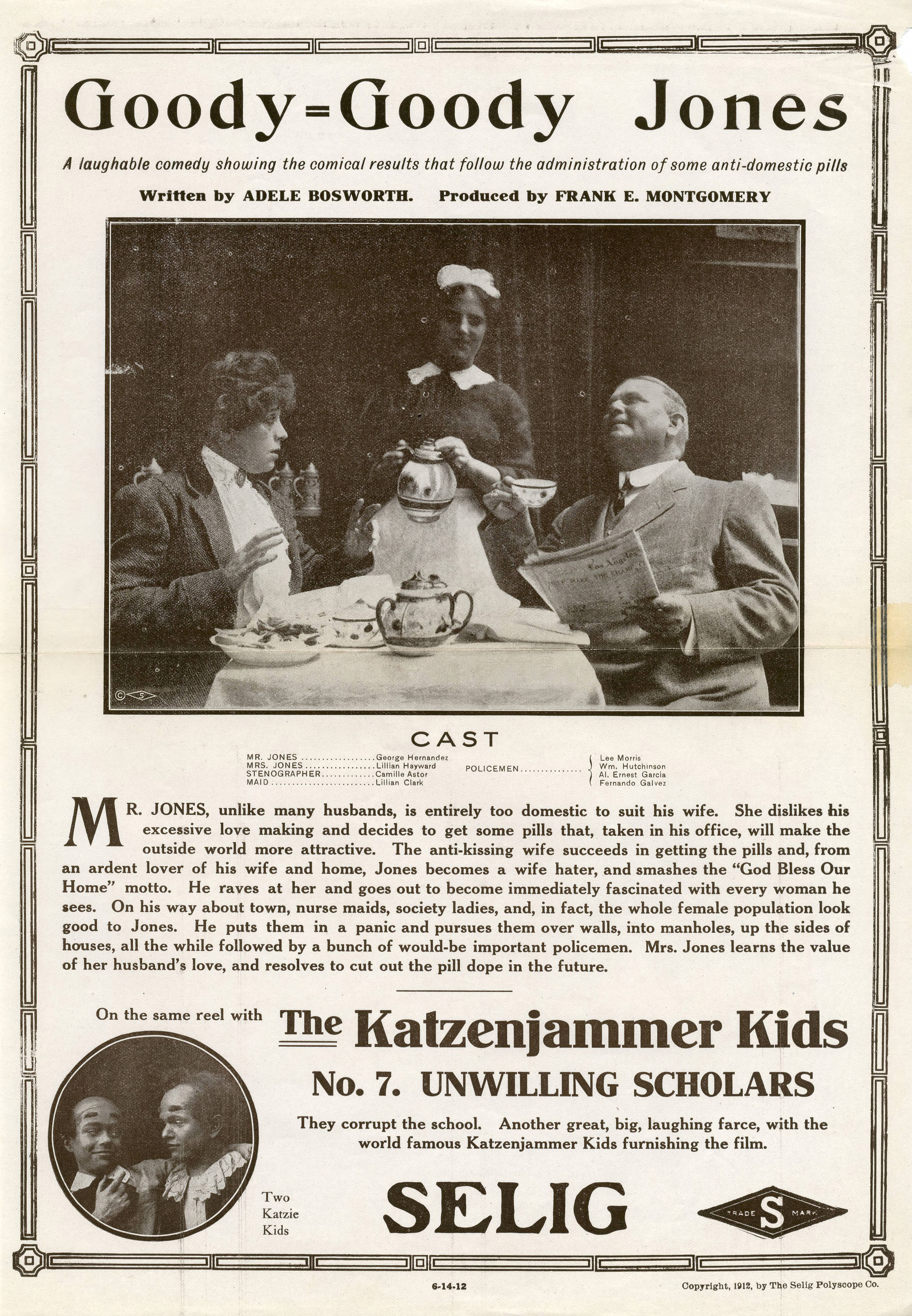
Flyer de sortie pour GOODY-GOODY JONES (1912)

Pour plus de détails, voir Fiche technique et Distribution.
Goody Goody Jones est un film muet américain réalisé par Frank Montgomery et sorti en 1912.

## Fiche technique
- Titre : Goody Goody Jones
- Réalisation : Frank Montgomery
- Scénario : Frank Montgomery
- Photographie :
- Montage :
- Producteur : William Selig
- Société de production : Selig Polyscope Company
- Société de distribution : General Film Company
- Pays d'origine :  États-Unis
- Langue : film muet avec les intertitres en anglais
- Métrage : 150 mètres
- Format : Noir et blanc — 35 mm — 1,33:1 — Muet
- Genre : Comédie
- Durée : 5 minutes
- Dates de sortie : 
  -  États-Unis : 14 juin 1912

## Distribution
- George Hernandez
- Lillian Hayward
- Camille Astor
- Lillian Clark
- Lee Morris
- William Hutchinson
- Al Ernest Garcia
- Fernando Gálvez